# Czuprene
Czuprene (bułg. Чупрене) – wieś w północno-zachodniej Bułgarii, w obwodzie Widyń. Siedziba administracyjna gminy Czuprene. Według danych szacunkowych Ujednoliconego Systemu Ewidencji Ludności oraz Usług Administracyjnych dla Ludności, 15 grudnia 2018 roku miejscowość liczyła 451 mieszkańców.

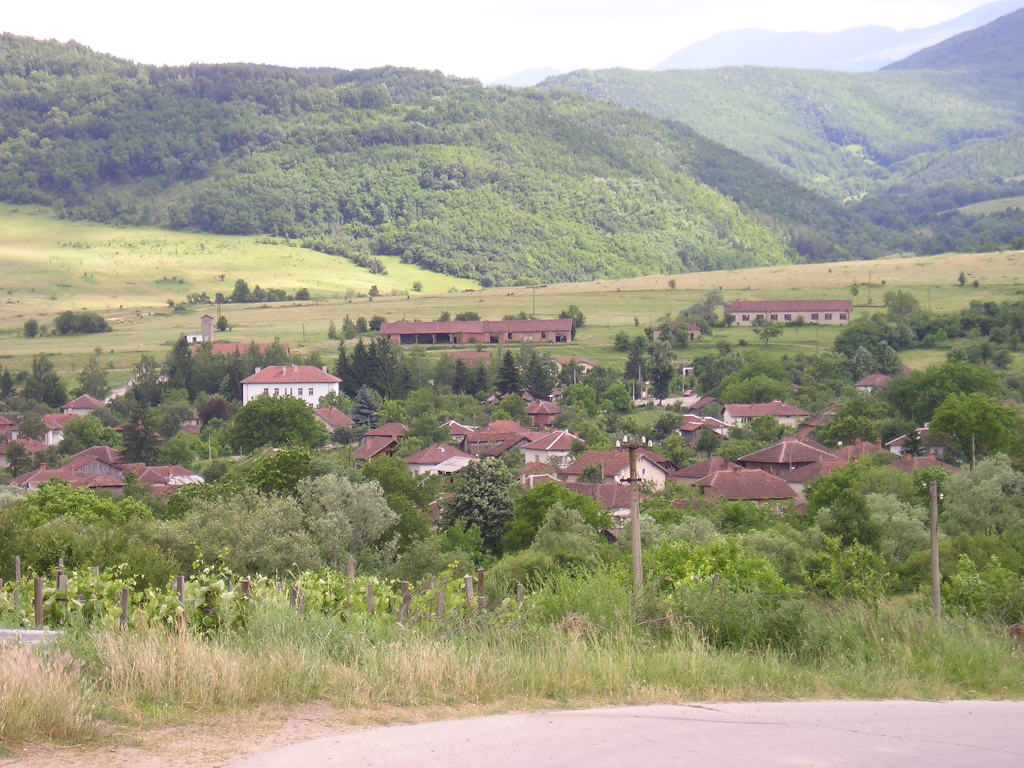
Panorama Czuprene

Miejscowość położona w górach Starej Płaniny. 20 km od Bełogradczika i 70 km od stolicy obwodu Widyń. 13–15 km od granicy z Serbią. Klimat jest typowy dla obszarów górskich – ciepłe dni i chłodne noce. Przez tę miejscowość przepływa Czuprenska reka wraz z licznymi potokami.
Są organizowana imprezy cykliczne turnieju piłki nożnej, co roku od 10 lipca do 10 sierpnia, a także tutaj odbywa się zjazd myśliwych.
W Czuprene urodzili się: psycholog Mładen Nikołow (1881–?); filozof, psycholog, historyk Michaił Dafinikczew (1881–1966); partyzant Sławczo Drocanow (1920–1943).

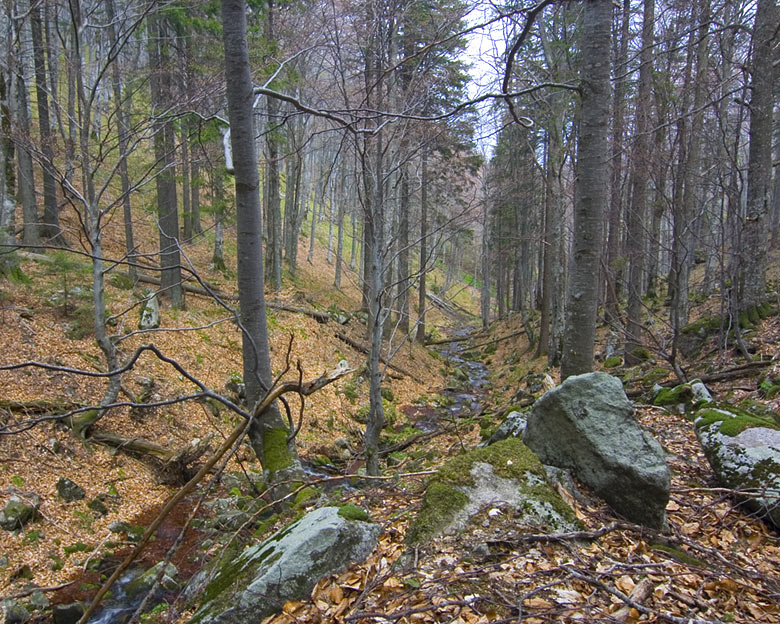
Rezerwat Czuprene

Blisko Czuprene znajduje się Rezerwat przyrody Czuprene, wpisany do lisy UNESCO. W rezerwacie przyrody Czuprene występuje bogata, rozmaita flora i fauna, w tym gatunki, które znajdują się w Czerwonej księdze w Bułgarii, takie jak: centuria pospolita, goryczka. Zbiorniki wodne w rezerwacie obfitują w wiele ryb, między innymi w: brzanę, ukleję, pstrąga.